# Evanescence
Evanescence là nhóm nhạc rock của Mỹ chơi thể loại Gothic Rock từng giành 2 giải Grammy, thành lập ở Little Rock, Akansas từ năm 1995 bởi ca sĩ/nhạc công piano/nhạc sĩ Amy Lee (tên đầy đủ là Amy Lynn Lee Hartzler) và tay guitar Ben Moody.
Sau khi khi ghi 2 đĩa EP riêng và một bản CD thử mang tên Origin, (với sự giúp đỡ của Bigwig Enterprises vào năm 2000), ban nhạc đã phát hành album đầy đủ đầu tiên, Fallen, cùng hãng Wind-up Records vào năm 2003. Fallen đã bán được hơn 15 triệu bản trên toàn thế giới, giúp ban nhạc giành 2 giải Grammy. Một năm sau đó, Evanescence ra mắt album biểu diễn trực tiếp đầu tiên, Anywhere But Home, bán được hơn 1 triệu bản trên toàn thế giới. Vào năm 2006, ban nhạc phát hành album phòng thu thứ 2, The Open Door, bán được hơn 5 triệu bản.
Ban nhạc đã vài lần phải thay đổi thành viên, trong đó có người đồng sáng lập Moody (rời năm 2003), sau đó là tay guitar John LeCompt và tay trống Rocky Gray vào năm 2007. Amy Lee hiện giờ là thành viên ban đầu duy nhất còn chơi trong nhóm.
Đó là một nhóm nhạc nổi tiếng

## Lịch sử

### Thành lập
Evanescence được thành lập bởi ca sĩ, nhạc công pianô kiêm nhạc sĩ Amy Lee và tay guitar chính kiêm đồng sáng tác Ben Moody. Hai người gặp nhau năm 1994 tại một trai hè thanh thiếu niên ở Little Rock, tại đó Moody đã bắt gặp Lee chơi bài "I'd Do Anything for Love (But I Won't Do That)" của Meat Loaf bằng pianô. Những bài hát đầu tiên sáng tác cùng nhau của họ là "Solitude" và "Give unto me" (viết bởi Lee), và "Understanding" cùng "My Immortal" (viết bởi Moody). Những bài trên được chỉnh sửa bởi cả hai, và họ chia sẻ thành quả sáng tác.
Hai trong số bốn bài hát của Lee và Moody được các đài ra-đi-ô địa phương phát, tạo sự chú ý đến ban nhạc và đòi hỏi những buổi biểu diễn. Ban nhạc cuối cùng cũng biểu diễn trực tiếp, và đã trở thành một trong số những sự kiện nổi tiếng nhất trong vùng. Sau khi thử nghiệm những cái tên khác nhau, như Childish Intentions hay Stricken, họ quyết định chọn Evanescence, có nghĩa là "sự tan biến" hay "mờ nhạt dần" (từ gốc "evanes", có nghĩa là "tan biến"). Lee rất thích cái tên này vì, "nó tạo trong đầu người nghe một khung cảnh rất bí ẩn và u tối"."
Cd thử nghiệm đầu tiên của nhóm, Origin (năm 2000), không được biết đến nhiều. Ban nhạc còn cho ra đời hai đĩa EP. EP thứ nhất mang tên ban nhạc Evanescence EP (1998), chỉ có 100 bản. EP thứ hai Sound Asleep EP (được biết đến với tên khác: Whisper EP) (1999), lại bị giới hạn còn 50 bản. Origin và hai đĩa EP có các bản phối khác nhau của các bài hát trong album ra mắt, Fallen. Bài "My Immortal" trong Fallen, cũng có trong Origin, trừ một số thay đổi trong phần đệm bộ dây. Chỉ có 2500 bản như thế được sản xuất, nên Lee và Moody khuyến khích các fan tải những bài hát trước đó từ Internet.

### Fallen
Đầu năm 2003, đội hình của Evanescence được hoàn tất bằng việc bổ sung 4 người bạn của Amy Lee và Ben Moody, John Lecompt, Rocky Gray và Will Boyd, cả ba đều chơi trong các bài hát trước đó của nhóm. Trong thời gian đó, Evanescence ký hợp đồng với hãng sản xuất chính thức đầu tiên, Wind-up Records, và bắt tay vào thực hiện album mới, Fallen. Khi đang tìm cách tiếp thị cho Fallen, Evanescence chấp nhận đề nghị từ phía Nintendo và biểu diễn trong Nintendo Fusion Tour (2003). Fallen trụ hạng tại Billboard Top 10 được 43 tuần, được công nhận 6 đĩa bạch kim ở Mỹ, và bán được hơn 15 triệu bản trên toàn thế giới, trong đó có 6,6 triệu bản ở Mỹ. Album đứng vững 104 tuần ở Billboard top 200, và là một trong số 8 album trong lịch sử của bảng xếp hạng này đã trụ lại ít nhất 1 năm trong Billboard Top 50.
Đĩa đơn ra mắt của nhóm, "Bring Me to Life", có sự tham gia của ca sĩ khách mời Paul McCoy từ 12 Stones, là một đĩa đơn thành công ở phạm vi toàn cầu của ban nhạc, và giành vị trí thứ 5 trên bảng xếp hạng Billboard Hot 100 của Mỹ. Nó mang lại cho Evanescence vị trí số 1 tại Anh, độc chiếm vị trí đầu bảng tới 4 tuần trong tháng sáu và tháng 7 năm 2003. Một đĩa đơn nổi tiếng tương tự, "My Immortal", cũng chiếm đến vị trí thứ 7 ở Mỹ và ở Anh, và cả hai bài đều đưa đưa vào làm nhạc phim của Daredevil. "Bring Me to Life" mang danh tiếng cho ban nhạc ở giải Grammy lần thứ 46 (2004), nơi họ được trao "Trình diễn Hard rock xuất sắc nhất" cùng "Nghệ sĩ mới xuất sắc nhất", chưa kể 2 đề cử khác. Hai đĩa đơn khác từ Fallen là "Going Under" (thứ 5 tại U.S Modern Rock Tracks, thứ 8 tại UK Charts), và "Everybody’s Fool" (thứ 36 tại U.S Modern Rock Tracks, thứ 23 tại UK Charts) đều được quay video.

### Anywhere but Home

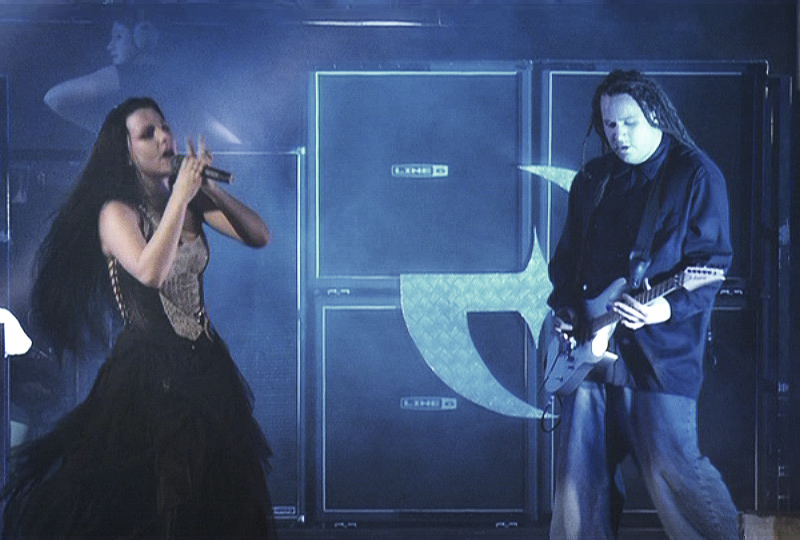
Evanescence biểu diễn live show tại Le Zenith, Paris, trong khuôn khổ tua diễn Anywhere but Home.

Năm 2004, Evanescence cùng đội hình mới phát hành một bộ DVD/CD có tựa đề Anywhere But Home. Đĩa DVD bao gồm một đêm diễn tại Paris, cũng như các cảnh hậu trường, cảnh ban nhạc tặng chữ ký, và chuẩn bị cho đêm diễn. Đĩa CD bao có thêm một bài chưa được phát hành trước đó, "Missing", sau đó được chọn làm đĩa đơn phát trên sóng vô tuyến và đã chiếm vị trí số 1 tại bảng xếp hạng Tây Ban Nha. Cũng trong CD này còn có các bài hát biểu diễn trực tiếp: "Breathe No More" (nhạc phim "Elektra"), "Farther Away", và một bản hát lại bài "Thoughtless" của Korn.

### The Open Door

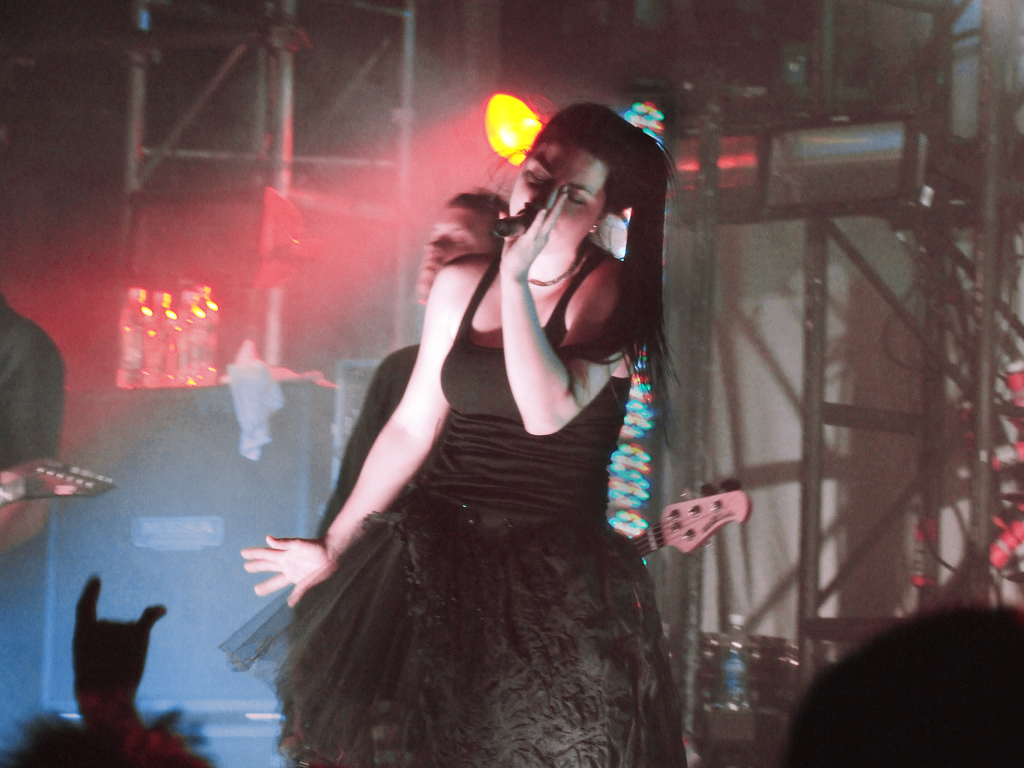
Evanescence biểu diễn tại một buổi diễn trong năm 2006.

Để quảng bá cho album thứ hai của nhóm, The Open Door, Amy Lee và John LeCompt đã đến thăm một số thành phố ở châu Âu gồm có Luân Đôn, Anh (6/9/2006), Barcelona, Tây Ban Nha (8/9/2006), và Paris, Pháp (11/9/2006). Ở buổi giới thiệu, album mới đã được phát cho những người hâm mộ đã thắng các cuộc thi, Lee và LeCompt đã trả lời các câu hỏi và chơi bản không phối của các bài hát trong album trước khi tặng chữ ký. Ngày 2/10/2006, một ngày trước khi album chính thức phát hành tại Mỹ, Evanescence đã dự chương trình "Late night with Conan O’Brien" và biểu diễn bài "Call me when you’re sober". Ban nhạc cũng dành thời gian tại thành phố New York để chụp ảnh cho tạp chí Metal Edge.
Album 13 bài này được phát hành tại Canada và Mỹ ngày 3/10/2006; tại Anh ngày 2/10/2006, tại Úc ngày 30/9/2006. Album đã bán được khoảng 447.000 bản tại Mỹ ngay tuần đầu tiên, chiếm vị trí số một trong bảng xếp hạng Billboard 200, trở thành album đầu bảng thứ 700 trong lịch sử Billboard kể từ khi bảng xếp hạng bắt đầu hoạt động với tư cách bảng xếp hạng hàng tuần năm 1956.
Album này được thực hiện khá chậm vì nhiều lý do, bao gồm việc Amy Lee mong muốn tăng chất lượng quá trình sáng tác, không muốn vội vàng trong việc sản xuất, các dự án phụ của các thành viên khác, vụ đột quỵ của tay guitar Terry Balsamo, cùng vụ sa thải người quản lý cũ.. Mặc dù Lee phát biểu trên trang diễn đàn Evboard rằng, Album mới của Evanescence sẽ được hoàn thành tháng 3/2006, nhưng ngày phát hành lại bị lùi lại tới ngày 3/10/2006, được cho là bởi "Wind-Up Records muốn sửa đổi một chút cho đĩa đơn "Call Me When You’re Sober", xuất hiện trên sóng radio ngày 7/8/2006. Video của "Call Me When You’re Sober" được quay tại Los Angeles và dựa trên câu truyện cổ tích "Cô bé quàng khăn đỏ". The open Door được cho phép tải xuống trên trang itunes từ 15/8/2006, cũng như video "Call Me When You’re Sober".
Lee tuyên bố rằng cô đã viết một bài hát cho phim Biên niên sử xứ Narnia: Sư tử, Phù thủy và Chiếc tủ áo (2005), nhưng đã bị từ chối bởi nó quá u ám. Lee còn nói rằng dù sao thì nó cũng tuyệt nếu đưa vào The Open Door. Bài hát khác được cho là dành cho Narnia là bài hát gợi-cảm-hứng-bởi-Mozart, bài "Lacrymosa". Nhà sản xuất phim Narnia đã bác bỏ tuyên bố trên, nói rằng họ chả biết gì về chuyện này và họ chưa từng có ý định đưa nhạc của Evanescence vào phim.
Tua diễn của album The Open Door bắt đầu ngày 5/10/2006 tại Toronto và diễn ra tại nhiều địa điểm trên ở Canada, Mỹ và châu Âu trong năm đó. Tua đầu tiên tiếp tục diễn ra vào ngày 5/1/2007, nhóm đã dừng lại biểu diễn ở Canada (cùng với nhóm Stone Sour), Nhật Bản và Úc (cùng với nhóm Shihad), sau đó quay trở lại Mỹ trong tua diễn thứ hai vào mùa xuân (cùng với nhóm Chevelle và Finger Eleven). Evanescence cũng đã biểu diễn vào ngày 15/4/2007 tại ngày hội Quilmes Rock 07 của Ác-hen-ti-na cùng với Aerosmith, Velvet Revolver và các nhóm nhạc địa phương. Nhóm cũng đi tua chung với Korn và các nhóm khác trong Family Values Tour 2007. Buổi biểu diễn bán hết sạch vé tại Amphi, Ra’ana, Israel, ngày 26/6/2007, cuối cùng đã kết thúc tua diễn châu Âu của nhóm, nhóm cũng kết thúc tua diễn của Album ngày 9/12/2007.

## Thay đổi thành viên

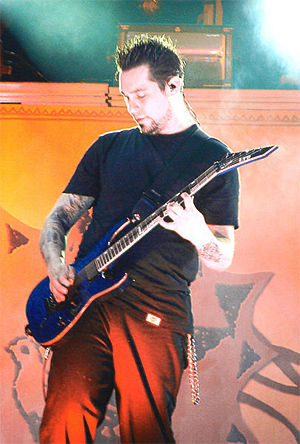
John LeCompt, tay guitar cũ của Evanescence

Ngày 22/10/2003, Moody rời bỏ ban nhạc ngay trong khi đi tua diễn album Fallen tại châu Âu, được cho là do bất đồng về quan điểm sáng tác. Trong một buổi phỏng vấn vài tháng sau đó, Amy Lee phát biểu: "… Đã có lúc chúng tôi thống nhất rằng nếu không có gì thay đổi, chúng tôi đã có thể thu album thứ hai". Điều này khiến nhiều người không hiểu nổi, vì Moody và Lee đã nói trên bìa album rằng họ là bạn thân nhất của nhau. Sau đó, Lee nói rằng việc Moody ra đi thực sự là một sự nhẹ nhõm sau những căng thẳng xảy ra trong nhóm. Vị trí của Moody được thay thế bởi Terry Balsamo từ ban nhạc Cold.
Người đại diện cho nhóm xác nhận ngày 14 tháng 7 năm 2006 rằng tay bass Will Boyd trước đó đã rời nhóm, với lý do "không muốn thực hiện một tua diễn lớn nào nữa", và "muốn gần gia đình hơn". Amy Lee là người thông báo thông tin này đầu tiên bằng một bài đăng trên trang không chính thức của nhóm, Evboard.com. Trong một cuộc phỏng vấn với MTV, đăng trên trang web của nhóm ngày 10/8/2006, Lee đã thông báo rằng Tim McCord, tay guitar cũ của Revolution Smile, sẽ chuyển sang chơi bass thay cho Boyd.
Ngày 4/5/2007, John LeCompt thông báo rằng anh đã bị sa thải khỏi Evanescence, và cũng nói thêm rằng tay trống Rocky Gray đã quyết định rời nhóm. Trên trang Myspace của mình, LeCompt đã kể Lee đã sa thải anh ta qua điện thoại di động mà không báo trước hay đàm phán gì. Gray sau đó, trên trang Myspace của mình, kể lại rằng anh bị yêu cầu không được tiết lộ bất cứ thông tin gì về lý do anh rời nhóm. Trên trang web chính thức của ban nhạc, Lee viết rằng ban nhạc vẫn hoạt động và sẽ không có gì thay đổi trong tua diễn của nhóm.
Hãng Wind-up phát hành một ấn bản ngày 17/5/2007, khẳng định 2 thành viên của nhóm Dark New Day, tay trống Will Hunt và tay guitar Troy McLawhorn, sẽ thay thế vị trí của LeCompt và Gray. Nhưng Lee viết trên trang EvThreads.com, rằng "Chúng tôi chỉ đang mượn tạm Will và Troy" và thêm rằng 2 người này sẽ không rời khỏi Dark New Day. Lúc đầu có tin, Will và McLawhorn chỉ chơi với nhóm đến cuối tua diễn vào tháng 9/2007, nhưng cả hai vẫn tiếp tục ở lại chơi cùng Evanescence đến tận cuối tua diễn The Open Door.

## Phong cách
Các nhà phê bình âm nhạc so sánh Evanescence với một loạt nhóm nhạc ở nhiều thể loại khác nhau, như Nu metal với đại diện là P.O.D. và Linkin Park, Gothic Metal như Lacuna Coil và Within Temptation, và Symphonic Metal như Nightwish. Nhà phê bình Cammila Albertson của Allmusic cho rằng Evanescence tiến xa hơn dòng Gothic Metal một bước, và miêu tả nhạc của nhóm là "phiên bản đại chúng hóa của một dòng nhạc metal đã bị pha loãng". Các ấn bản khác như Metal Hammer, Rolling Stone và Blender đều coi Evanescence thuộc về Gothic metal. Nhà phê bình Bill Lamb của About.com phân loại ban nhạc một cách súc tích là "gothic pha lẫn nhạc đại chúng", trong khi đó David Browne của Blender đưa ra một miêu tả chi tiết hơn về âm nhạc của nhóm: " nhóm nhạc gothic nu metal lẫn với một chút u sầu kiểu Enya". Johnny Loftus của Allmusic đưa Evanescence vào thể loại Alternative Metal.
Mối liên quan giữa nhạc của ban nhạc với nhạc heavy metal cũng gây nhiều tranh cãi. Giọng hát chính Fernando Ribeiro của Moonspell quả quyết rằng Evanescence không phải là ban nhạc thuộc thể loại metal. Ngược lại, Aaron Stainhorpe của My Dying Bride cảm nhận rằng những gì Evanescence đang làm cũng tương tự như nhóm gothic metal của anh, chỉ khác là theo một hướng hơi thị trường hóa.

## Các thành viên

### Hiện nay
- Amy Lee - ca sĩ, chơi piano, musical keyboard (người thành lập, từ tháng 7 năm 1994 - nay)
- Terry Balsamo - Guitar (Từ 16 tháng 11 năm 2003 - nay)
- Tim McCord - Bass guitar (Từ 10 tháng 8 năm 2006 - nay)
- Will Hunt – trống (2010–nay; lưu diễn 2007)
- Troy McLawhorn – guitar trưởng (2011–nay; lưu diễn 2007)

### Thành viên cũ
- William Boyd - Bass guitar, hát bè (Từ tháng 6 năm 2003 - 14 tháng 7 năm 2006)
- David Hodges - Drums, keyboard, piano, vocals (Từ 1999 - 19 tháng 12 năm 2002)
- Ben Moody - Bass guitar, drums, keyboard, chơi trống (người thành lập, từ tháng 7 năm 1994 - 22 tháng 10 năm 2003)
- Rocky Gray - Drums (Từ 2002 - 4 tháng 5 năm 2007)
- John LeCompt - Guitar, hát bè trong buổi biểu diễn trực tiếp bài "Bring Me to Life" (Từ 2002 - 4 tháng 5 năm 2007)

## Danh sách đĩa nhạc
- Fallen (2003)
- The Open Door (2006)
- Evanescence (2011)
- Synthesis (2017)
- The Bitter Truth (2021)

## Các giải thưởng và đề cử
| Năm  | Giải thưởng                | Hạng mục                                           | Đề cử              | Kết quả   |
| ---- | -------------------------- | -------------------------------------------------- | ------------------ | --------- |
| 2003 | Kerrang!Giải               | Best International Newcomer                        | Evanescence        | Đoạt giải |
| 2003 | MTV Europe Music Awards    | Best Song                                          | "Bring Me to Life" | Đề cử     |
| 2003 | MTV Europe Music Awards    | Best Group                                         | Evanescence        | Đề cử     |
| 2003 | MTV Europe Music Awards    | Best New Act                                       | Evanescence        | Đề cử     |
| 2004 | World Music Awards         | Best Rock Artist                                   | Evanescence        | Đoạt giải |
| 2004 | Giải Grammy                | Nghệ sĩ mới xuất sắc nhất                          | Evanescence        | Đoạt giải |
| 2004 | Giải Grammy                | Album của năm                                      | Fallen             | Đề cử     |
| 2004 | Giải Grammy                | Album rock xuất sắc nhất                           | Fallen             | Đề cử     |
| 2004 | Giải Grammy                | Trình diễn hard rock xuất sắc nhất                 | "Bring Me to Life" | Đoạt giải |
| 2004 | Giải Grammy                | Bài hát rock hay nhất                              | "Bring Me to Life" | Đề cử     |
| 2005 | Grammy Award               | Best Pop Performance by a Duo or Group with Vocals | "My Immortal"      | Đề cử     |
| 2006 | MTV Europe Music Awards    | Best Rock                                          | Evanescence        | Đề cử     |
| 2007 | Kerrang!Giải               | Sexiest Female                                     | Amy Lee            | Đoạt giải |
| 2007 | MTV Australia Awards       | Album of the Year                                  | The Open Door      | Đoạt giải |
| 2007 | MTV Europe Music Awards    | Rock Out                                           | Evanescence        | Đề cử     |
| 2008 | Grammy Award               | Best Hard Rock Performance                         | "Sweet Sacrifice"  | Đề cử     |
| 2011 | Loudwire Music Awards      | Rock Song of the Year                              | "What You Want"    | Đoạt giải |
| 2011 | Loudwire Music Awards      | Comeback of the Year                               | Evanescence        | Đoạt giải |
| 2011 | Loudwire Music Awards      | Artist of the Year                                 | Evanescence        | Đề cử     |
| 2011 | Loudwire Music Awards      | Rock Album of the Year                             | Evanescence        | Đề cử     |
| 2011 | Loudwire Music Awards      | Rock Goddess of the Year                           | Amy Lee            | Đề cử     |
| 2012 | Revolver Golden Gods Award | Best Vocalist                                      | Amy Lee            | Đoạt giải |
| 2012 | Revolver Golden Gods Award | Album of the Year                                  | Evanescence        | Đề cử     |
| 2012 | Revolver Golden Gods Award | Comeback of the Year                               | Evanescence        | Đề cử     |
| 2012 | Revolver Golden Gods Award | Most Dedicated Fans                                | Evanescence        | Đề cử     |
| 2012 | Kerrang!Giải               | Best International Band                            | Evanescence        | Đề cử     |
| 2012 | Kerrang!Giải               | Hottest Female                                     | Amy Lee            | Đề cử     |